# Dave Corzine
David John Corzine, detto Dave (Arlington Heights, 25 aprile 1956), è un ex cestista e allenatore di pallacanestro statunitense, professionista nella NBA e in Italia.

## Carriera
Dopo aver giocato a livello liceale per la John Hersey High School di Arlington Heights, Illinois è passato alla DePaul University. 
Finita la carriera NCAA è stato scelto nel draft NBA 1978 al primo giro con il numero 18 dai Washington Bullets.
In 13 stagioni nella NBA ha segnato 8,5 punti di media e catturato 5,9 rimbalzi. Statisticamente la sua miglior stagione è stata l'annata 1982-83, quando militando nei Chicago Bulls, dell'era pre Michael Jordan, ha segnato 14 punti di media con 8,7 rimbalzi. Ha chiuso la carriera con una opaca stagione alla Libertas Forlì nel campionato italiano.

## Palmarès
- NCAA AP All-America Second Team (1978)